# Miguel Rasero
Miguel Rasero Valverde (Doña Mencía, provincia de Córdoba, 1 de febrero de 1955) es un pintor español, afincado en Barcelona.

## Biografía
Miguel Rasero nació en Doña Mencía, provincia de Córdoba, el 1 de febrero de 1955. Cuando tenía 11 años se trasladó con su familia a Barcelona. En la capital catalana se forma como pintor. En 1975 realizó su primera exposición individual en la Galería Tretze. En los años siguientes (1976 y 1980) expuso en Pamplona y en otras galerías de París (Etienne de Causans, 1984), Bruselas (Philippe Guimiot, 1985), Palma de Mallorca (Pelaires, 1987), así como en diferentes ferias de arte, entre ellas la FIAC de París. También participó en muestras colectivas como el Salón de Otoño de Barcelona, las Bienales de Oviedo y de Barcelona, la Feria de Basilea, siendo premiado en varias ocasiones.

## Estética
Su obra verifica una apropiación subjetiva y poética de la realidad a través de naturalezas muertas y también por medio de otros motivos y temas de la historia del arte. En su producción más reciente el collage asume un gran protagonismo, puesto que utiliza papeles pintados previamente y reconstruidos con posterioridad. Rasero ha dado a conocer su obra por diferentes ciudades del mundo: Barcelona, Palma, Florencia, Nueva York, y también se puede encontrar en las colecciones del MACBA (Barcelona), de la Travelstead de Nueva York o de la Banca Rotschild de Zúric (Suiza), así como en la Fundación Vila Casas, la Fundación Perramón de Ventalló (Gerona) y la Fundación Sorigué de Lérida.

## Catálogos de exposiciones
- Catálogo de la exposición en la Galería Philippe Guimiot, Nueva York, 1986.
- Catálogo de la exposición en la Sala Gaspar, Barcelona, octubre de 1989.
- Catálogo de la exposición celebrada a la Fundación Provincial de Artes Plásticas Rafael Botí de Córdoba en 2002.
- Oh si no saliera el sol, amigo Witgenztein. Libro editado con motivo de las exposiciones de Miguel Rasero en la Galería Trece (Ventalló) y la Nau Côclea (Camallera) en junio de 2004.
- Calaceite 2006. Catálogo de la exposición celebrada en el Museo Juan Cabré (Calaceit) del 5 de agosto al 3 de septiembre de 2006.
- Monólogo interior. Catálogo de la exposición celebrada en la Fundación Vila Casas, Espacio Volart, del 14 de abril al 25 de junio de 2011.[3]
- Colección Summer, NYC.
- Galería Vimcorsa, Córdoba, junio de 2021.[4][5]

## Libros y publicaciones
- Editorial Ambit. Barcelona, "De Vegetabilibus" J.M. Bonet.
- Miguel Rasero. Texto Catálogo Exposición "De Vegetabilibus". Galería Anselmo Álvarez, Madrid.
- "Del Trabajo del Pintor" T.G.V. Revista Mensual.
- "La Tribu del Arte" Ars Mediterránea. Revista trimestral, Barcelona.
- Revista COKHLEA. Clara Garí. Miguel Rasero, Barcelona.
- "La luz en la negrura". Clara Garí. Miguel Rasero. Texto catálogo exposición, presentación de Juan Bufill.
- Ediciones "Tablearía", "El techo del tiempo". Marcos-Ricardo Barnatán y Miguel Rasero.
- Tauromaquia. Julio Aumente. Miguel Rasero. Antonio Agra ( Editor)